# Epic Records

Aktuelles Logo von Epic Records

Epic Records ist ein US-amerikanisches Musiklabel. Zu den bekanntesten Künstlern, die bei Epic unter Vertrag stehen oder standen, zählen Fifth Harmony, Camila Cabello, Judas Priest, Rage Against the Machine, The Jacksons, Michael Jackson, Mariah Carey, Bethany Joy Lenz, Anastacia, Tori Amos, Fiona Apple, Future, Avril Lavigne, Good Charlotte, Tenacious D, Shakira und The Nightwatchman.

## Geschichte
Epic wurde 1953 vom US-amerikanischen TV-Riesen und Mediennetzwerk CBS gegründet. Es wurde zunächst bekannt auf den Gebieten Jazz und Klassik, unter anderem veröffentlichte Epic die Berliner Philharmoniker sowie von 1955 bis 1961 Aufnahmen des Count Basie Orchestra, The Duke's Men und von Moondog, Chu Berry, Ruby Braff, Ray Bryant, Joe Carroll, Curtis Fuller, Johnny Hodges, Horace Silver, Phil Woods und Lester Young. Anfang der 1960er Jahre konnten erste Gold-Auszeichnungen errungen werden und Epic wandte sich verstärkt der Rock-, R&B- sowie Countrymusik zu (unter anderem The Yardbirds, Donovan und The Hollies).
In den 1970er Jahren konnte Epic mit Gruppen wie Sly & the Family Stone oder ABBA (nur in Großbritannien und Italien) seinen Erfolg vergrößern, bis schließlich in den 1980er Jahren mit Gruppen und Künstlern wie The Jacksons, Michael Jackson, Ozzy Osbourne, George Michael und Cyndi Lauper (unter dem Schwesterlabel Portrait Records) mehrfache Platinauszeichnungen erreicht wurden. Auch Fuel, AC/DC, Céline Dion, Melanie Thornton, Duran Duran und Good Charlotte veröffentlichten Platten bei Epic.
Heute gehört Epic zu Sony Music, der zweitgrößten Plattenfirma der Welt. Der Großkonzern Sony hatte 1988 alle CBS-Labels aufgekauft und Sony Music gegründet.